# Gert Kwakkel
Gert Kwakkel (Nigtevecht, 1959) is een Nederlands hoogleraar Oude Testament. Hij studeerde theologie aan de Theologische Hogeschool te Kampen en werd daarna predikant Beverwijk in de Gereformeerde Kerken vrijgemaakt. Hij keerde in 1987 naar deze universiteit terug om universitair docent te worden en in 1994 werd hij er hoogleraar. In 2001 promoveerde hij aan de Rijksuniversiteit Groningen op een studie naar de claims op eigen gerechtigheid in enkele Psalmen. Vanaf 2012 doceert hij ook aan de Faculté Jean Calvin te Aix-en-Provence. Hij is actief in de gecombineerde onderzoekgroep van de theologische universiteiten te Kampen en Apeldoorn genaamd Biblical Exegesis and Systematic Theology (BEST).